# Rüttelflug

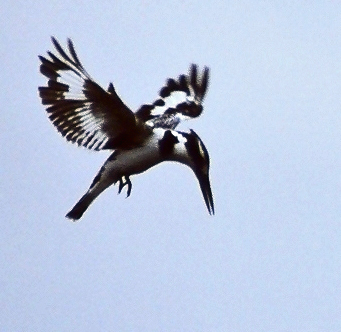
Ein Graufischer (Ceryle rudis) im Rüttelflug auf Beutesuche

Der Rüttelflug (auch Rütteln) ist eine besondere Flugtechnik, die einige Vogelarten, Fledermausarten sowie einige Insekten zur Beutesuche oder, allgemeiner, beim Nahrungserwerb einsetzen. Beim Rüttelflug, gelegentlich auch als Standschwebeflug bezeichnet, bleibt die Position des Vogels in Bezug auf den Boden unverändert. Der Körper wird dabei aufrecht gehalten, die Flügel stehen in einem so großen Anstellwinkel, dass der Flügelschlag keinen Vortrieb, sondern stattdessen hohen Auftrieb erzeugt. Der Flügelschlag ist schnell, der Schwanz meist breit gefächert und etwas zum Körper geknickt. Auftrieb und Schwerkraft befinden sich im Gleichgewicht, das Tier verliert daher im Rüttelflug nicht an Höhe.

## Tierarten, bei denen der Rüttelflug zu beobachten ist
Nicht sehr viele Vogelarten beherrschen diese Flugtechnik. Zu ihnen zählen viele Greifvögel und Falken, zum Beispiel der Mäusebussard, der Raufußbussard und der Turmfalke – gelegentlich „Rüttelfalke“ genannt –, Eisvögel, Seeschwalben, Möwen, Laubsänger und Schnäpper. Auch einige Fledermausarten, etwa das Braune Langohr, setzen den Rüttelflug zum Nahrungserwerb ein. Abgewandelte Formen des Rüttelns werden von vielen Vögeln beim Landen beziehungsweise beim steilen Auffliegen eingesetzt.
Der bei den Kolibris zu beobachtende Schwirrflug unterscheidet sich grundlegend vom Rüttelflug der anderen Vogelarten. Kolibris beschreiben mit ihren Flügeln eine liegende Acht, wobei die Flügelvorderkante stets in Schlagrichtung zeigt und somit beim Ab- wie auch beim Aufschlag der Flügel dynamischer Auftrieb erzeugt werden kann. Insekten wie Libellen und Schwebfliegen beherrschen ebenfalls einen Standschwebeflug.
Eine andere Art für bodennahen, langsamen Beuteflug haben die Greifvögel der Gattung Weihen entwickelt, den sogenannten Gaukelflug, und in ähnlicher Art auch viele Schmetterlinge.

## Energieaufwand beim Rüttelflug
Der Rüttelflug erfordert viel Energie, da der Auftrieb des Fahrtwinds wegfällt und durch kraftvollen Flügelschlag ersetzt werden muss. Gegenwind wirkt energiesparend, daher wird generell gegen den Wind gerüttelt.
Trotz des hohen Aufwandes jagen Turmfalken fünf- bis sechsmal häufiger mit Rüttelflug als mit Ansitzjagd, weil die Nahrungssuche so erfolgreicher ist. Sie setzen den Rüttelflug vor allem an Stellen ein, an denen sie mit hoher Wahrscheinlichkeit beispielsweise Mäuse anhand ihrer Urinspuren orten können.